# Antonia Michaelis

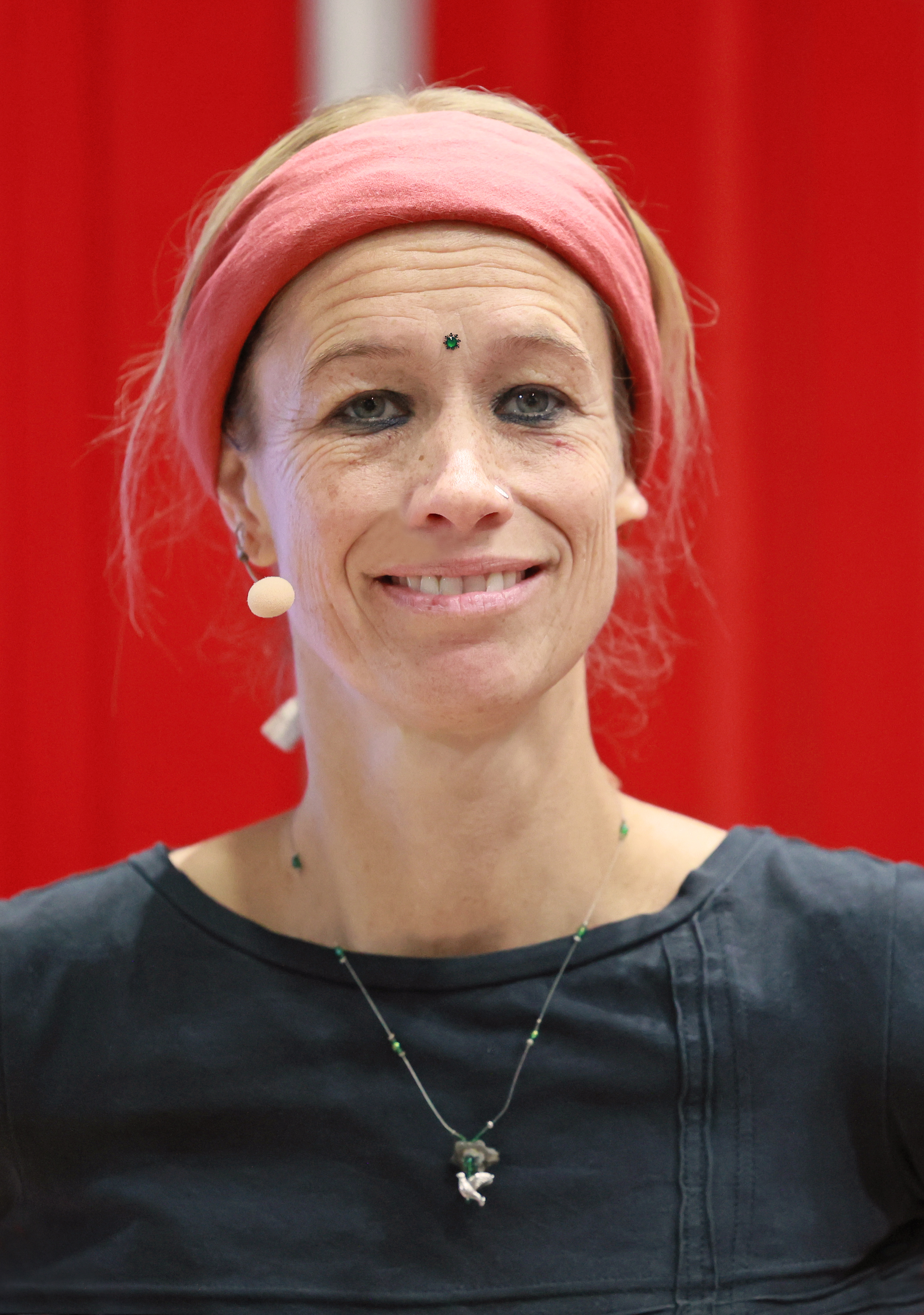
Antonia Michaelis (2023)

Antonia Michaelis (* 1979 in Kiel) ist eine deutsche Schriftstellerin für Kinder- und Jugendbücher sowie Belletristik und Autorin von Theaterstücken.

## Leben und beruflicher Werdegang
Michaelis verbrachte die ersten Jahre in einem Dorf an der Ostsee. Danach zog sie mit ihren Eltern nach Augsburg, wo sie bereits im Kindesalter ihre ersten Geschichten schrieb.
Nach dem Abitur am Gymnasium bei St. Anna (Augsburg) unterrichtete sie ein Jahr lang Englisch, Kunsterziehung und Schauspiel an einer Schule bei Madras in Südindien. Anschließend studierte sie an der Ernst-Moritz-Arndt-Universität in Greifswald Medizin.
Neben ihren zwei längeren Aufenthalten in Indien unternahm Antonia Michaelis zahlreiche Reisen unter anderem nach Italien, Griechenland, Syrien, England und in die Türkei. Hier sammelte sie Wissen und Erfahrungen, die ihre Bücher auf vielschichtige Weise prägen. So ließ sie sich von der englischen Literaturgeschichte zu ihrem Kinderroman Die wunderliche Reise von Oliver und Twist inspirieren. Daneben lehnt sich Tigermond thematisch an Michaelis’ Zeit in Indien an.
Ferner existieren von Michaelis mehrere Serien wie Kreuzberg 007 (Codewort 007) sowie die Ammerlo Serien, ein Fall für Katz und Ella Fuchs.
Das Jugendbuch Der Märchenerzähler tauchte Ende 2011 in mehreren Literatur-Blogs auf Platz 64 der Liste der 100 beliebtesten Bücher in Deutschland auf. Die ursprüngliche Quelle dieser Liste ist nicht belegt.
Antonia Michaelis ist ferner Autorin mehrerer Theaterstücke für Kinder und Jugendliche, die unter anderem für die Montessorischule Greifswald, den Dunstkreis16 Greifswald und die Förderschule-Janusz-Korczak Wolgast geschrieben wurden.
Eine Vielzahl ihrer Bücher sind als Übersetzungen unter anderem in Chinesisch, Dänisch, Englisch, Litauisch, Polnisch, Portugiesisch, Spanisch und Türkisch erschienen.
Mehrere der Kinder- und Jugendbücher sind ebenfalls als Hörbuch erschienen. Der Jugendroman Der Märchenerzähler platzierte sich im Juni 2012 auf der hr2-Hörbuchbestenliste.
Antonia Michaelis lebt in Zemitz, einer Gemeinde gegenüber der Insel Usedom.

## Werke

### Kinderliteratur

#### Einzelwerke
- Leselöwen Internatsgeschichten. Loewe, Bindlach 2002, ISBN 978-3-7855-4368-9.
- Dschungelgeschichten. Loewe, Bindlach 2002, ISBN 978-3-7855-4350-4.
- Drei kleine Eisbären im Glitzerschnee. Kurze Tiergeschichten zum Vorlesen. Loewe, Bindlach 2003, ISBN 978-3-7855-4772-4.
- Die wunderliche Reise von Oliver und Twist. Loewe, Bindlach 2003, ISBN 978-3-7855-4626-0.
- Das Adoptivzimmer. Loewe, Bindlach 2004, ISBN 978-3-7855-4977-3.
- Der kleine Quengel-Engel: So bekommst du gute Laune. Loewe, Bindlach 2004, ISBN 978-3-7855-5148-6.
- Morgenstern. Loewe, Bindlach 2004, ISBN 978-3-7855-5187-5.
- Bora oder das Geheimnis der Klosterruine. Kunsthaus Verlag, Boddin 2005, ISBN 978-3-933274-55-7.
- Leselöwen Lampenfiebergeschichten. Loewe, Bindlach 2007, ISBN 978-3-7855-4641-3.
- Lesetiger Nikolausgeschichten. Loewe, Bindlach 2007, ISBN 978-3-7855-4638-3.
- Das Geheimnis des 12. Kontinents. Loewe, Bindlach 2007, ISBN 978-3-7855-5914-7.
- Nele und der Eiskristall. Kerle in Herder, Freiburg 2007, ISBN 978-3-451-70792-6.
- Laura und der Silberwolf. Kerle in Herder, Freiburg 2007, ISBN 978-3-451-70779-7.
- Lesepiraten Freundinnengeschichten. Loewe, Bindlach 2008, ISBN 978-3-7855-6209-3.
- Lesepiraten Zauberschlossgeschichten. Loewe, Bindlach 2008, ISBN 978-3-7855-5987-1.
- Die wilden Prinzessinnen: Vorlesegeschichten. Herder, Freiburg 2008, ISBN 978-3-451-70801-5.
- Die Nacht der gefangenen Träume. Oetinger, Hamburg 2008, ISBN 978-3-7891-4261-1.
- Jenseits der Finsterbach-Brücke. Oetinger, Hamburg 2008, ISBN 978-3-7891-4281-9.
- Lesetiger Drachengeschichten. Loewe, Bindlach 2009, ISBN 978-3-7855-6560-5.
- Kleine Weihnachtsmann-Geschichten zum Vorlesen. Ellermann bei Oetinger, Hamburg 2009, ISBN 978-3-7707-3200-5.
- Wenn der Windmann kommt. Herder, Freiburg 2009, ISBN 978-3-451-70916-6.
- Schokolade am Meer: Vorlesegeschichten Herder, Freiburg 2009, ISBN 978-3-451-70882-4.
- Schiffbruch auf der Pirateninsel: Sonne, Mond und Sterne., Oetinger, Hamburg 2010, ISBN 978-3-7891-0655-2.
- Kleine Lachgeschichten zum Vorlesen. Ellermann bei Oetinger, Hamburg 2010, ISBN 978-3-7707-3201-2.
- Max und das Murks Oetinger, Hamburg 2010, ISBN 978-3-7891-0661-3.
- Julius und die Sache mit der Liebe. Kerle in Herder, Freiburg 2010, ISBN 978-3-451-70772-8.
- Wolfsgarten. Kerle in Herder, Freiburg 2011, ISBN 978-3-451-70777-3.
- Papa, ich und der faltbare Parkplatz. Herder, Freiburg 2012, ISBN 978-3-451-71119-0.
- Mama im Gepäck. Oetinger, Hamburg 2013, ISBN 978-3-7891-0756-6.
- Lesepiraten Detektivgeschichten. Loewe, Bindlach 2013, ISBN 978-3-7855-7840-7.
- Das Blaubeerhaus. Oetinger, Hamburg 2015, ISBN 978-3-7891-4300-7.
- Wind und der geheime Sommer. Oetinger, Hamburg 2018, ISBN 978-3-7891-0869-3.
- Der Koffer der tausend Zauber. Oetinger, Hamburg 2020, ISBN 978-3-7891-1508-0.
- Minik – Aufbruch ins weite Meer. Oetinger, Hamburg 2022, ISBN 978-3-7432-1136-0.
- Die Bucht des blauen Oktopus. Oetinger, Hamburg 2023, ISBN 978-3-7512-0250-3.

#### Serien
- Ein Fall für die Katz: Pizzakrise Loewe, Bindlach 2003, ISBN 978-3-7855-4181-4
- Ein Fall für die Katz: Mäusejagd Loewe, Bindlach 2003, ISBN 978-3-7855-4800-4
- Hundeliebe. Ein Fall für die Katz Loewe, Bindlach 2004, ISBN 978-3-7855-4976-6
- Katzenfaxen. Ein Fall für die Katz Loewe, Bindlach 2004, ISBN 978-3-7855-5178-3
- Hier bei uns in Ammerlo Loewe, Bindlach 2005, ISBN 978-3-7855-5343-5
- Viel los bei uns in Ammerlo! Loewe, Bindlach 2005, ISBN 978-3-7855-5498-2
- Advent bei uns in Ammerlo Loewe, Bindlach 2006, ISBN 978-3-7855-4492-1
- Kreuzberg 007 – Mission grünes Monster Oetinger, Hamburg 2009, ISBN 978-3-7891-4280-2
- Kreuzberg 007 – Geheimnisvolle Graffiti Oetinger, Hamburg 2010, ISBN 978-3-7891-4283-3
- Codewort 007 – Heimliches im Hinterhof Oetinger, Hamburg 2011, ISBN 978-3-7891-4288-8
- Codewort 007 – Alarm im Advent Oetinger, Hamburg 2012, ISBN 978-3-7891-4267-3
- Papa, ich und die Piraten-Bande Oetinger, Hamburg 2011, ISBN 978-3-7891-1219-5
- Papa, ich und die Dinosaurier Oetinger, Hamburg 2012, ISBN 978-3-7891-1250-8
- Sturm bei uns in Ammerlo! Tredition, Hamburg 2013, ISBN 978-3-8495-3877-4
- Ella Fuchs und der hochgeheime Mondscheinzirkus Oetinger, Hamburg 2013, ISBN 978-3-7891-4271-0
- Ella Fuchs und das Rätsel des fahrenden Inseltheaters Oetinger, Hamburg 2014, ISBN 978-3-7891-4273-4

### Jugendliteratur
- Mike und ich und Max Ernst Loewe, Bindlach 2003, ISBN 978-3-7855-4820-2
- Tigermond Loewe, Bindlach 2005, ISBN 978-3-7855-5356-5
- Drachen der Finsternis Loewe, Bindlach 2008, ISBN 978-3-7855-5989-5
- Der Märchenerzähler Oetinger, Hamburg 2011, ISBN 978-3-7891-4289-5
- Die Worte der weißen Königin, Oetinger, Hamburg 2011, ISBN 978-3-7891-4291-8
- Solange die Nachtigall singt Oetinger, Hamburg 2012, ISBN 978-3-7891-4293-2
- Nashville oder Das Wolfsspiel Oetinger, Hamburg 2013, ISBN 978-3-7891-4275-8
- Niemand liebt November Oetinger, Hamburg 2014, ISBN 978-3-7891-4295-6
- Die Attentäter Oetinger, Hamburg 2016, ISBN 978-3-7891-0456-5
- Grenzlandtage (Antonia Michaelis und Peer Martin), Oetinger, Hamburg 2016, ISBN 978-3-8415-0469-2
- Tankstellenchips Oetinger, Hamburg 2018, ISBN 978-3-7891-0918-8
- Hexenlied Oetinger, Hamburg 2019, ISBN 978-3-7891-1052-8
- Weil wir träumten. Thienemann, Stuttgart 2022, ISBN 978-3-522-20277-0 (448 S.).
- Scheißglitzertage Oetinger, Hamburg 2023, ISBN 978-3-7512-0393-7

### Belletristik
- Wie Wladimir ostern ging Alkyon, Weissach i.T. 2003, ISBN 978-3-933292-68-1
- Der letzte Regen Wißner, Augsburg 2009, ISBN 978-3-89639-689-1
- Paradies für alle Droemer-Knaur, München 2013, ISBN 978-3-426-21367-4
- Friedhofskind Emons, Köln 2014, ISBN 978-3-95451-286-7
- Das Institut der letzten Wünsche Droemer-Knaur, München 2015, ISBN 978-3-426-65365-4
- Im Auge des Leuchtturms Emons, Köln 2015, ISBN 978-3-95451-675-9
- Die Allee der verbotenen Fragen Droemer-Knaur, München 2016, ISBN 978-3-426-65386-9
- Mr. Widows Katzenverleih Droemer-Knaur, München 2017, ISBN 978-3-426-65430-9

### Theaterstücke
Downloads und Infos auf der Website der Autorin
- Finnland oder: Noras Tag (Uraufführung 2009, Stadttheater Greifswald)
- Bruno oder das Bärenproblem
- Bora (Musical in 8 Songs)
- Mord auf Schloss Montessori
- Der Hexenspiegel
- Krippenspiel
- Letzter Auftritt: Mitternacht (Uraufführung 2012, Greifswald)
- Schirmherrschaften (Uraufführung 2013)
- East Side Story (Uraufführung 2013, Wolgast)[6]
- Rauswählen (Uraufführung 2014, Wolgast)[7]
- Grenzenlos (Uraufführung 2016, Wolgast)[8]
- Der Mitternachtsmagier (Uraufführung 2017, Wolgast)[9]
- Sieben Sterne und ein Fisch (Uraufführung 2024, Klein Jasedow)

## Preise
- 2008: Kinderbuchpreis Nordstemmer Zuckerrübe
- 2009: Nominierung für den Mildred L. Batchelder Award für die englischsprachige Ausgabe von Tigermoon[10]
- 2011: Buch des Monats (Dt. Akademie für Kinder- und Jugendliteratur)
- 2011: Jugendbuchpreis Segeberger Feder für Der Märchenerzähler[11]
- 2011: Nominierung Buxtehuder Bulle für Der Märchenerzähler[12]
- 2011: Deutscher Fantasy Preis[13]
- 2012: Nominierung Deutscher Jugendliteraturpreis (Jugendjury) für Der Märchenerzähler[14]
- 2012: Preis der Jury der Jungen Leser (Coverpreis) 2012 für Der Märchenerzähler[15]
- 2012: Goldener Bücherwurm (Jugendjury) 2012 für Der Märchenerzähler[16]
- 2012: Preis Usinger Buchfink für Der Märchenerzähler[17]
- 2012: Cybils Finalist, Young Adult Fiction Cybils Award für The Storyteller (Der Märchenerzähler)[18]
- 2016: Phantastik-Preis der Stadt Wetzlar für Niemand liebt November[19]
- 2019: Penzberger Urmel für Das Blaubeerhaus[20]